# 通梁林家古宅
通梁林家古宅，是位於台灣澎湖縣白沙鄉通梁村的宅第，於2007年11月21日登錄澎湖縣歷史建築。

## 歷史
通梁村位於白沙島西端，早期曾透過三桅帆船「透西船」與福建等地貿易，經濟較為富裕，所以曾留下造型精美的傳統民宅，而因早期先民興建房屋時，使用的屋梁皆由故居福建船運而來，「梁」成心通故鄉的情懷因而得名。
林姓開澎始祖為林四，於崇禎十六年（1643年）從福建漳浦烏石鄉來到澎湖開墾，周遭則有知名的通梁古榕，據傳曾為林四三房七世裔孫林瑤琴手栽。家族巔峰期則為林四後代林鎮所創，在清領時期的康熙末年到雍正、乾隆年間曾於浙江寧波開設大有行號。看中澎湖為對外交通必要中繼站和航海技術，遂因而致富，因此在乾隆年間房契與地契交易記錄中，記載林鎮在通梁村買地和石滬的紀錄。目前相關史料研判，當前所存的林家古宅則是在林鎮經商成功後所建，興建時間約在乾隆五年（1740年）至乾隆三十六年（1771年）之間。
2007年11月21日，澎湖縣政府將林氏古宅登錄為澎湖縣歷史建築。

## 建築設計
林家古宅推側為林鎮或林鎮的三個兒子林澤（1725－1789年）、林幸遇（生卒年不詳）、林良才（1740－1763年）乾隆時期興建，為目前澎湖地區少見之年代久遠、擁有早期民宅特徵的一落四櫸頭宅，由於林家以前有透西船和中國往來，因此該古宅建築材料則使用大量來自於唐山的紅磚、泉州的白石綠釉花窗等特殊結構，另外也使用在地的咾咕石，天井水缸旁建，正門為「師公翹」造型，正中之上擺設有菱形的紅瓦厭勝物，能與周遭房舍環境融合，另外也留有一份該宅於乾隆四十年（1775年）的文獻「門牌」丈單。

## 外部連結
23°39′24″N 119°33′28″E / 23.656664°N 119.557739°E
- 通梁林家古宅 - 澎湖知識服務平台 （页面存档备份，存于）
- 通梁村- 澎湖知識服務平台 （页面存档备份，存于）
- 通梁林家古宅 - 文化部iCulture-文化空間 （页面存档备份，存于）